# Hövsan
Hövsan – osiedle typu miejskiego w Azerbejdżanie, należące do miasta wydzielonego Baku. Według danych na rok 2015 liczyło 40 800 mieszkańców.